# Самоизоляция (фильм)
«Самоизоляция» (англ. The Wolf Hour; дословно — «Час волка») — психологический триллер 2019 года совместного производства США и Великобритании. Снят режиссёром Алистером Бэнксом Гриффином по его же сценарию. Главную роль в картине сыграла Наоми Уоттс.

## Сюжет
Действие фильма происходит в Нью-Йорке в 1977 году, когда серийный убийца Дэвид Берковиц держал весь город в страхе. Стоит жаркое лето. Главная героиня — писательница Джун Ли, автор нашумевшего романа, не принятого её родными и, вероятно, ускорившего смерть её отца. Она изолирует себя от мира в квартире в Южном Бронксе, где когда-то жила её бабушка. Джун не может заставить себя выйти из дома и общается с миром посредством телефона, заказывая еду в ближайшей лавке. Из-за подавленного состояния она не может работать, её депрессия усугубляется постоянными звонками по домофону, причём звонящий ничего не говорит. Джун вызывает полицейского, но тот предлагает ей защиту в обмен на интимные отношения, и она отказывается.
Когда у Джун заканчиваются деньги, она просит свою подругу Марго выслать ей немного, но та приезжает сама. Она помогает Джун привести в порядок захламлённую квартиру и предлагает помощь в дописывании нового романа. Джун прогоняет подругу, решив, что та издевается. Позже литературный агент героини говорит, что в издательстве ждут её новую рукопись.
Джун приглашает домой «мужчину по вызову» Билли. Ночью снова звонят по домофону, Билли спускается, но никого не находит. Он предполагает, что эти звонки могут быть «призывом» к Джун покинуть квартиру и снова открыться миру. Джун начинает работать над романом и наконец заканчивает рукопись. Она просит Фредди, юношу-курьера из лавки, с которым давно знакома, отнести рукопись в издательство и отдаёт за это последние 40 долларов. Начинается гроза, в квартале отключается электричество, на улицах начинаются разбой, грабежи и пожары. Из окна Джун видит, что полицейский избивает Фредди дубинкой. Превозмогая страх, она выходит на улицу, но видит, что приняла за Фредди другого человека. Героиня идёт по освещённому пожаром городу и встречает рассвет.
Фильм заканчивается вопросом интервьюера в связи с публикацией нового романа Джун: отражает ли он события, произошедшие с автором в действительности? Героиня еле заметно улыбается.

## В ролях
- Наоми Уоттс — Джун Ли
- Эмори Коэн — Билли
- Дженнифер Эль — Марго
- Келвин Харрисон  — Фредди
- Джереми Бобб — офицер Блейк

## Создание и оценки
Фильм был анонсирован в октябре 2017 года. Главную роль получила Наоми Уоттс, автором сценария и режиссёром стал Алистэр Бэнкс Гриффин. Месяцем позже к касту присоединились Эмори Коэн, Дженнифер Эль, Келвин Харрисон, Джереми Бобб.
Премьера состоялась 26 января 2019 года на фестивале Сандэнс. Фильм вышел в прокат в США 6 декабря 2019 года, в России — 25 декабря 2020 года.
На сайте-агрегаторе отзывов Rotten Tomatoes рейтинг «Самоизоляции» составил 44 %.